# Конова, Алла Витальевна
Алла Витальевна Конова (урождённая Езерская) (род. 1923) — русский советский и российский инженер-химик, прозаик.

## Биография
Родилась 31 марта 1923 года в Киеве в семье служащих. Окончила химический факультет Харьковского университета (1946), работала инженером-химиком в Воскресенске, Магадане (1949—1955), Ангарске (1955—1985). Член Союза писателей СССР.
Живёт в Ангарске.
Когда Алле исполнилось девять лет, семья, спасаясь от Голодомора, бежала из Умани, что в центральной Украине, в Ростовскую область. Отец Аллы был инженер-механик, покойная мать (Аллу с трех лет воспитывала мачеха) — польских дворянских кровей (шляхтянка). Прадед Аллы — полковник русской армии, участник боёв на Шипке, дедушка — землевладелец, организатор доходных сельских хозяйств, второй дедушка пел в Киевской опере, водил знакомство с Петром Аркадьевичем Столыпиным.
В 1941-м году в городе Зернограде Ростовской области Алла окончила школу.
А. Конова поступает на курсы медсестёр. Но фронт подошёл вплотную к Ростову, и ей вместе с родственниками пришлось отправиться в эвакуацию в далёкий Свердловск. На фронт А. Коновой не суждено было попасть.
Алла Витальевна поступает в университет на факультет физической химии и успешно заканчивает его. Ещё в студенческие годы написала она первую повесть. Декан, прочитав рукопись, сказал автору: «Вы должны непременно писать».
После окончания университета Алла Витальевна некоторое время работала на Крайнем Севере, в Магадане.
В 1955 году А. Конова приезжает вместе с мужем в город Ангарск, тогда ещё только начавший строиться. Вся её дальнейшая жизнь связана с Ангарском. Здесь удачно сложилась её личная жизнь, выросли дочери. Здесь почти тридцать лет проработала она инженером на ремонтно-механическом заводе нефтехимической компании. Здесь были написаны все её книги.
Первый небольшой рассказ был опубликован в конце 50-х годов 20 века в газете «Знамя коммунизма» — «Это было». Затем отправила в новосибирский журнал «Сибирские огни» повесть «Голос вечности», которая была принята в печать. А в 1964 году вышла книга в Восточно-Сибирском издательстве «Осколок тяжести», в альманахе «Ангара» — повесть «Свет голубых недр». Затем фантастическая повесть «XX век, март» (1973).
В 1982 году вышел роман «Воспоминание о чистой речке». Её произведения уводят нас или в глубокое прошлое, или в далёкое будущее, но писательница ставит проблемы, касающиеся современного человека. До выхода этого сочинения читатели знали А. Конову как писателя фантаста. И вдруг такое смелое, пронзительное реалистическое повествование. Это была та литература, которую в те времена печатали редко. В «Воспоминании…» описываются экстремальные условия: взрыв цеха на большом нефтехимическом комбинате. В описании комбината и города невольно угадываются черты Ангарска. Сюжетом для повести послужили реальные события.
В 1997 году издаётся повесть Аллы Коновой «У подножья Хара-Харгатуя». Эту книгу можно отнести к детективно-приключенческому жанру. Работа над книгой продолжалась несколько лет. Алла Витальевна объездила все дацаны буддистов, изучила горы специальной литературы. Сюжет повести посвящён последней экспедиции геолога Сергея Перетолчина (в повести Сергея Павловича Ясных), исследователя сибирских недр. Его смерть осталась одним из самых загадочных событий ушедшего века. Кроме людской судьбы, читатель ведет наблюдение вместе с автором в области геологии, биологии, ботаники, астрономии.
В возрасте 80 лет, в 2004 году, Алла Конова выпускает в свет новый роман «Шесть тысяч верст до Варшавы». Это глубоко историческое произведение о польских повстанцах 1863 года, отбывающих наказание в Иркутской губернии, об их восстании во время работ на строительстве Кругобайкальской железной дороги. Не случайно история польского восстания в XIX веке заинтересовала писательницу из Ангарска, так как её мать была полькой. Этот роман документален, основан на реальных событиях, персонажи имеют реальных прототипов. Три года работала Алла Конова не только за письменным столом, но и в областных архивах. В издании более 300 страниц: два бунта, две огромные любви жизнь целого поколения поляков, которые сосланы в Сибирь.
А. В. Конова — член Союза писателей России.

## Творчество
Советским любителям научной фантастики известна своими написанными в 1960-х годах фантастическим повестям.
Первая публикация — фантастическая повесть «Голос вечности», опубликованная в 1963 году в журнале «Сибирские огни». Герои повести, совершающие космический полет к Юпитеру (и далее — в центр Галактики) и встречаются там с кремнийорганической формой жизни. В 1964 году вышла первая книга писательницы, включившая, помимо «Голоса вечности», повесть «Осколки тяжести», давшую название сборнику. Ещё одна фантастическая повесть писательницы, «Свет глубоких недр», была опубликована в альманахе «Ангара» в 1965 году.
В 1990-е годы выпустила две книги воспоминаний: «Воспоминания о Чистой речке» (1992) и «У подножия Хара-Хархагуя» (1995). В состав последнего сборника вошла, в частности, фантастическая повесть «Март».
В 2010 году сборник «Осколки тяжести» был переиздан в серии «Фантастический раритет».

## Публикации
- Конова А. Голос вечности // Сибирские огни. — 1963. — № 6, 7. — С. 106-151(6), 122-140(7).
- Конова А. Осколки тяжести / художник Е. Касьянов. — Иркутск: Восточно-Сибирское кн. изд-во, 1964. — 216 с. — (В мире приключений и фантастики). — 65 000 экз. [Содержание: Голос вечности (повесть); Осколки тяжести (повесть)]
- Конова А. Свет глубоких недр: НФ повесть // Ангара. — 1965. — № 2. — С. 46-78.
- Конова А. Воспоминания о Чистой речке. — Иркутск, 1992.
- Конова А. У подножия Хара-Хархагуя. — Иркутск: Папирус, 1995. — 4000 экз. — ISBN 5-85669-006-0. [Содержание: У подножия Хара-Хархагуя (повесть); Март (фантастическая повесть); Логарифм неизбежности (рассказ)]
- Конова А. Голос вечности. Осколки тяжести / художник Е. Касьянов. — Екатеринбург: Издательский дом «Тардис», 2010. — 180 с. — (Фантастический раритет). [Содержание: Голос вечности (повесть); Осколки тяжести (повесть)]